# 厄奈姆
厄奈姆（法語：Hœnheim，法語發音：[ønaim]）是法国下莱茵省的一个市镇，位于该省中部，属于斯特拉斯堡区。

## 地理
厄奈姆（48°37'27"N, 7°45'17"E）面积3.42 平方千米，位于法国大東部大區下莱茵省，该省份为法国大陆部分最东部的省份，是阿尔萨斯的一部分，今与上莱茵省组成了阿尔萨斯欧洲集体，其南至上莱茵省，西南接孚日省和默尔特-摩泽尔省，西接摩泽尔省，北与德国接壤，东侧沿莱茵河与德国相望。
与厄奈姆接壤的市镇（或旧市镇、城区）包括：比沙伊姆、尼德奥斯贝根、赖什泰特、希尔蒂盖姆、苏弗尔韦耶赛姆。
厄奈姆的时区为UTC+01:00、UTC+02:00（夏令时）。

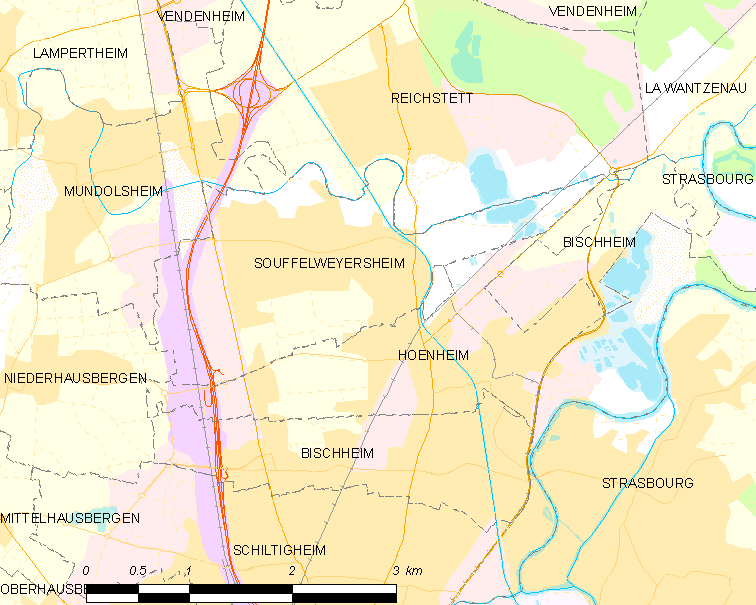
厄奈姆的OSM定位图

## 行政
厄奈姆的邮政编码为67800，INSEE市镇编码为67204。

## 政治
厄奈姆所属的省级选区为厄奈姆县，同时也是该县的中央投票站所在地。

## 人口

1962-2008年间厄奈姆人口变化图示

厄奈姆于2022年1月1日时的人口数量为11413人。